# Polyommatus thersites-thetis
Polyommatus thersites-thetis är en fjärilsart som beskrevs av Tutt 1910. Polyommatus thersites-thetis ingår i släktet Polyommatus och familjen juvelvingar. Inga underarter finns listade i Catalogue of Life.